# Aïsha Devi
Aïsha Devi (auch Kate Wax)  ist eine Schweizer Electronica-Produzentin und Vokalistin aus Genf mit Wurzeln im Himalaya und Gewinnerin des Schweizer Musikpreises 2020.

## Leben
Die Tochter eines Tibeters und einer Schweizerin wurde am Genfersee geboren. Von 1996 bis 2000 studierte Aïsha Devi Grafikdesign mit dem Schwerpunkt Neue Medien in Lausanne. Mit ihrer Abschlussarbeit gewann sie im Jahr 2000 den Schweizer Design Award.

## Werk
2005 veröffentlichte Aïsha Devi unter ihrem Pseudonym Kate Wax ihr Debütalbum Reflections Of The Dark Heart. Bis 2012 folgen weitere Alben, Singles und Compilations bei verschiedenen Labels wie Mental Groove, Output und Border Community. Nach einem spirituellen Erweckungserlebnis erfand Devi sich musikalisch neu und trat künftig unter ihrem richtigen Namen auf.
2013 gründete Aïsha Devi gemeinsam mit Niels Wehrspann und Raphael Rodriguez das experimentelle Label Danse Noire. Sie entwickelte ein spirituelles Musikverständnis, mit dem sie neue Erfahrungswelten erschloss: Devi erweiterte ihr Gesangsspektrum durch kehligen Obertongesang, experimentierte mit mystischer Lyrik, halbtönigen Harmonien oder binauralen Frequenzen. Später unterzeichnete sie bei der Plattenfirma Houndstooth. 2015 erschien dort mit Of Matter And Spirit das Debütalbum unter ihrem bürgerlichen Namen.
2017 beteiligte sich Aïsha Devi an der Produktion des chinesischen Künstlers Tianzhuo Chen für das Eröffnungsstück der Wiener Festwochen 2017. 2019 wurde sie vom irisch-britischen Electronica-Künstler Aphex Twin eingeladen, seinen Auftritt in New York City zu eröffnen.
Aïsha Devi hatte an mehreren internationalen Festivals für elektronische Musik einen Auftritt, darunter das Primavera Sound Festival in Barcelona, das Dekmantel Festival in Amsterdam oder das Moogfest in den USA. Im Jahr 2020 wurde sie mit dem Schweizer Musikpreis ausgezeichnet.
Meditation hat nach eigenen Angaben einen grossen Einfluss auf das Schaffen von Aïsha Devi.

## Diskografie
Als Kate Wax
- Reflections Of The Dark Heart (2005)

Als Aïsha Devi
- Conscious Cunt (Houndstooth)
- Of Matter And Spirit (Houndstooth, 2015)
- DNA Feelings (Houndstooth, 2018)
- S.L.F. (Houndstooth, 2019)